# Cinnyricinclus
Cinnyricinclus là một chi chim trong họ Sturnidae.